# 简位居
简位居（?—?），是曹魏时期的夫餘国国王。尉仇台死后，简位居继立。曹魏灭公孙渊后，发现夫餘库有玉璧、珪、瓚数代之物，夫餘王的印信言“濊王之印”，是汉朝所赐。国有故城名濊城，本濊貊之地，而夫餘人在濊城称王，自称“亡人”。景初二年（238年），简位居死，四出道马加、牛加、猪加、狗加（都是夫餘官名）共立他的庶子麻余为王。